# Evangelina Guerrero
Evangelina E. Guerrero (Manilla, 22 mei 1904 - 11 april 1949) was een Filipijns schrijfster en dichter. 

## Biografie
Evangelina Guerrero werd geboren op 22 mei 1904 in in de Filipijnse hoofdstad Manilla. Ze was een dochter van schrijver en dichter Fernando Maria Guerrero en zijn tweede vrouw Remedios Entrala en kleindochter van de Spaanse auteur Francisco de Paula Entrala. Guerreo volgde onderwijs aan Centro Escolar de Señoritas, later werd dit Centro Escolar University.
Ze begon haar carrière als schrijver van korte verhalen voor La Vanguardia en La Opinion. Haar gedichten verschenen in publicaties als Nueva Ruta en El Sabatino en het wekelijkse magazine van La Opinion Excelsior. In 1935 verscheen haar gedichtenbundel Kaleidoscopio Espiritual. Deze gedichtenbundel vond de Zobel Premio, een prijs voor Filipijnse schrijvers in de Spaanse taal.
Guerrero overleed in 1949 op 45-jarige leeftijd. Ze was getrouwd met Antonio Zacarias en kreeg met hem een dochter.